# أماندا فينك
أماندا فينك (بالإنجليزية: Amanda Fink)‏ مواليد 4 ديسمبر 1986، هي لاعبة كرة مضرب أمريكية سابقة، اعتزلت اللعب في 2013. أعلى تصنيف لها في الفردي كان المركز الـ 260 في سنة 2011. أعلى تصنيف لها في الزوجي كان المركز الـ 228 في سنة 2010.

## روابط خارجية
- أماندا فينك على موقع رابطة محترفات التنس (الإنجليزية)
- أماندا فينك على موقع الاتحاد الدولي لكرة المضرب (الإنجليزية)
- أماندا فينك على موقع إي إس بي إن.كوم (الإنجليزية)